# Alfred Edward Housman
Alfred Edward Housman, född 26 mars 1859 i Bromsgrove, Worcestershire, död 30 april 1936 i Cambridge, var en brittisk poet och professor i latin i London och Cambridge.
Housmans litterära berömmelse vilar på två tunna volymer, A Shropshire lad (1896) och Last poems (1922), med utsökta små dikter i folkviseton, fyllda med en blid melankoli över livets korthet och alltings förgänglighet. Trots sin sparsamma alstring utövade Housman ett djupgående inflytande över sin samtids diktning.

## På svenska
- Några dikter i Karl Asplund - Gunnar Mascoll Silfverstolpe, Vers från väster, 1922; Johannes Edfelt, Tolkningar av tysk, engelsk och amerikansk lyrik, 1940; Erik Blomberg, Engelska dikter, 1942, samt i All världens lyrik, 1943.